# Вашке, Андрей Иванович
Андре́й Ива́нович Вашке (около 1870 — после 1935) — российский спортивный деятель, футболист, судья и фигурист.
Основатель футбольного клуба КФС, за который провёл почти всю свою футбольную карьеру. Один из трёх клубов-учредителей Московской футбольной лиги. В 1910 году пожертвовал серебряный кубок для награждения победителя чемпионата Москвы среди вторых команд, и до 1924 года турнир назывался Кубок Вашке.
Один из сильнейших фигуристов России начала 20-го века. Выступал в одиночном и парном разрядах.
Внёс огромный вклад в дело развития фигурного катания в стране после окончания Гражданской войны. Руководитель московской объединённой (Московского Совета физической культуры и Губпрофсовета) секции фигурного катания на коньках (1924—1929).